# Geocrypta trachelii
Geocrypta trachelii är en tvåvingeart som först beskrevs av Wachtl 1885.  Geocrypta trachelii ingår i släktet Geocrypta och familjen gallmyggor. Inga underarter finns listade i Catalogue of Life.